# Flora Tristan
Flora Tristan, właśc. Flora Celestyna Teresa Henrietta Tristan y Moscoso (ur. 7 kwietnia 1803 w Paryżu, zm. 14 listopada 1844 w Bordeaux) – francuska działaczka socjalistyczna, jedna z pierwszych francuskich feministek.

## Życiorys
Flora Tristan była córką Anne-Pierre Laisnay i Mariano de Tristana y Moscoso, peruwiańskiego arystokraty. Rodzice wzięli sekretny ślub w Hiszpanii, dokąd jej matka uciekła przed rewolucją francuską, jednak ojciec nie zadbał nigdy o urzędowe uznanie dziecka. Tristan sama rozpowszechniała informację – najprawdopodobniej fałszywą – o tym, jakoby miała być córką Simona Bolivara, urodzoną w wyniku romansu jej matki. Jej ojciec zmarł, gdy Flora miała cztery lata. Resztę dzieciństwa spędziła tylko z matką, w trudnej sytuacji materialnej. Z tego powodu jako siedemnastolatka musiała wyjść za mąż za rzemieślnika André Chazala. Nieszczęśliwa w małżeństwie Tristan zainteresowała się literaturą i polityką, czytała Rousseau, Lamartine’a i filozofów oświeceniowych. Jej relacje z mężem, mimo urodzenia dwójki dzieci, systematycznie się pogarszały. Wreszcie, nie mogąc wziąć rozwodu (zabronionego, poza wyjątkowymi wypadkami, od 1816 r.), zdecydowała się na ucieczkę od męża. Chazal nie przestał jednak jej prześladować; w 1838 strzałem z pistoletu poważnie uszkodził jej lewe płuco.
W 1833 r. Tristan udała się do Peru, by dochodzić praw do majątku po swoim ojcu. Mimo serdecznego przyjęcia przez jego rodzinę, jej roszczenia zostały odrzucone, gdyż uważano ją za dziecko z związku pozamałżeńskiego. Stryj przyznał jej jednak rentę. Po powrocie do Francji Tristan wydała dziennik „Wędrówki pariaski”. Zaangażowała się w ruch robotniczy i walkę o prawa kobiet. Po podróży do Anglii opublikowała Spacery po Londynie (1840) poświęcone Mary Wollstonecraft. Następnie podjęła starania na rzecz zrzeszania francuskich robotnic w organizacjach pracowniczych. W tym celu odbyła dłuższą podróż po Francji. W czasie jej trwania w 1843 r. opublikowała swoją najważniejszą książkę – Unię robotniczą. Przedstawiła w niej swoje poglądy na funkcjonowanie organizacji pracowniczych, ze szczególnym uwzględnieniem roli kobiet, oraz dokonała analizy położenia ekonomicznego i społecznego kobiet we Francji.
W 1844 r. zmarła przedwcześnie na tyfus, została pochowana na cmentarzu de la Chartreuse. W kilka lat później lokalna organizacja robotnicza wzniosła na jej grobie pomnik.

## Inspiracje literackie
Tristan jest główną bohaterką (obok jej wnuka – malarza Paula Gauguina) powieści współczesnego peruwiańskiego pisarza Mario Vargasa Llosy, wydanej w 2003 r., pod tytułem Raj tuż za rogiem (hiszp. El Paraiso en la otra esquina).